# 神经肌肉接点
神经肌肉接点（英文：Neuromuscular junction）又称神经肌肉接头、神經肌肉會合處，是传出神经纤维末梢与肌肉纖維之间形成的突触性连接，也是化学联络点，与神经元之间的突触功能相同。
神经纤维分为许多末梢分支，每个分支嵌入肌细胞膜上称为運動终板的凹陷中，因此“突触前膜”为运动神经末梢，“突触后膜”为肌纤维局部膨大形成的运动终板；运动终板内容纳数以千计的受体（长形的蛋白质分子，形成穿过膜的通道）。当运动神经电兴奋促使前膜释放神经递质，神经递质与终板上受体结合，就可实现横纹肌的兴奋收缩。

## 延伸阅读資料
- Neurotransmitter Release the Neuromuscular Junction （页面存档备份，存于）
- Neuromuscular Junctions in Drosophila: Neuromuscular Junctions in Drosophila （页面存档备份，存于）
- Neuromuscular Junction （页面存档备份，存于）